# Honoré d’Urfé

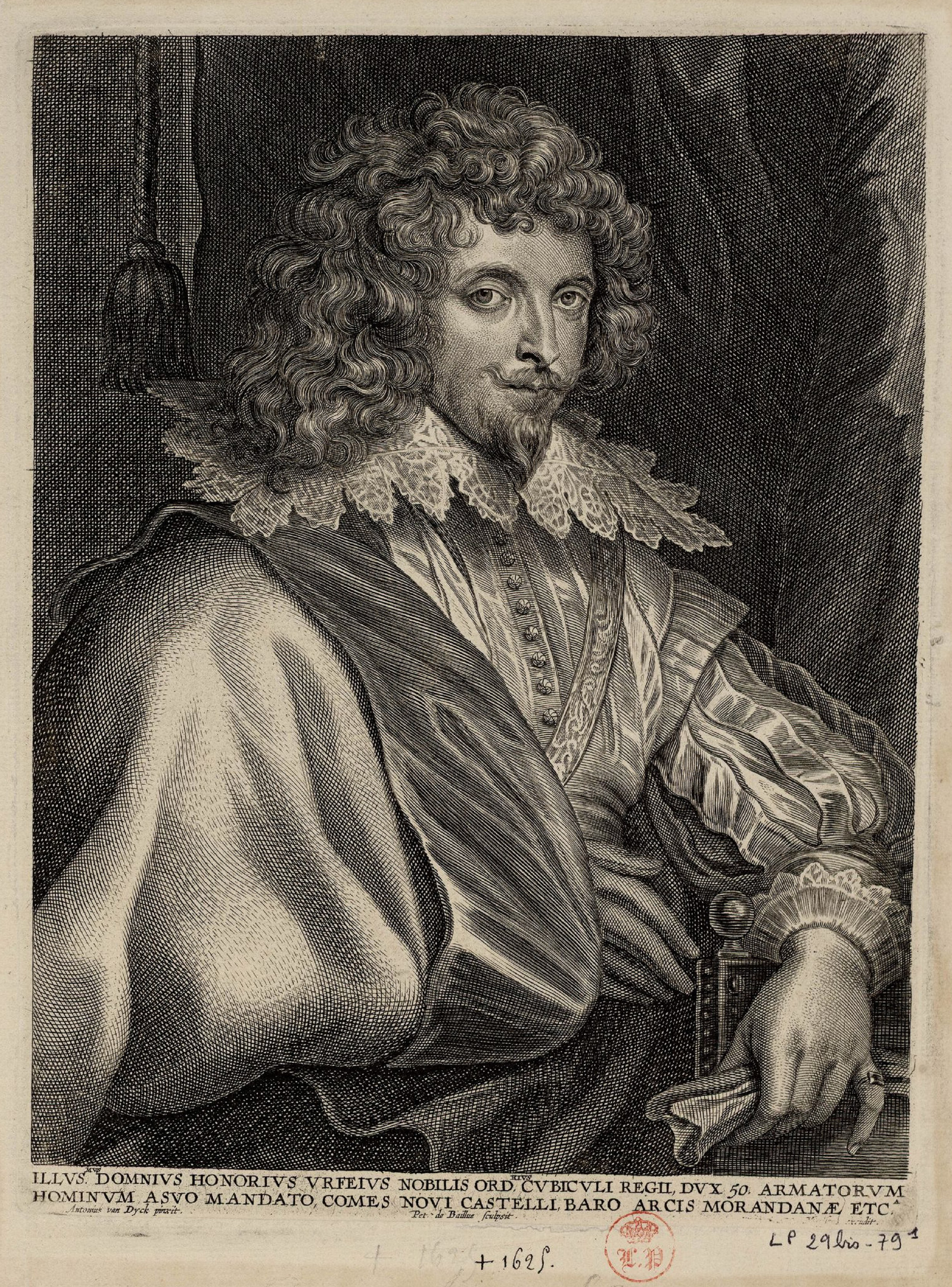
Honoré d’Urfé

Honoré d’Urfé (* 11. Februar 1567 in Marseille; † 1. Juni 1625 in Villefranche bei Nizza) war ein französischer Offizier, Höfling und Schriftsteller. Sein Name ist verbunden mit L’Astrée, einem so umfang- wie erfolg- und einflussreichen Schäferroman.

## Leben und Werk
D’Urfé kam als fünfter von sechs Söhnen einer altadeligen Familie im Marseiller Haus seines Onkels zur Welt, des Comte de Savoie-Tende, Gouverneur der Provence. Seine Kindheit verbrachte er überwiegend auf dem Schloss La Bastie im Forez am Oberlauf der Loire. Er wurde früh für den Malteserorden bestimmt und besuchte bis 1584 das Jesuitenkolleg in Tournon-sur-Rhône, wo er eine umfassende Bildung erwarb. Im selben Jahr, mit 17, veröffentlichte er ein erstes Schäfergedicht, La Sireine. Mit Anfang 20 hatte er die Idee zu einem Schäferroman nach italienischen und spanischen Vorbildern, das heißt vor allem Sannazaros Arcadia, Tassos Aminta, Guarinis Il pastor fido/Der treue Schäfer, Montemayors Diana und Cervantes’ Galatea.
Doch wurde zunächst nichts aus dem Roman, denn 1590 unterbrach d’Urfé sein Leben als lesender und schreibender (und offenbar nicht eben mönchisch-keuscher) junger Edelmann und schloss sich der Armee der Katholischen Liga an, die 1589 den zunächst noch protestantischen neuen König Heinrich IV. nicht anerkannte und im Bündnis mit dem König von Spanien und dem Herzog von Savoyen gegen ihn einen Bürgerkrieg führte. Zweimal geriet er hierbei in Gefangenschaft, kam aber durch die Intervention von Verwandten jeweils wieder frei. 1595, nach der Niederlage der Liga, ging er ins Exil nach Savoyen, das damals nicht zu Frankreich gehörte und mit dessen Herzog er über seine Mutter verwandt war.
Dort, am Hof von Turin und in einem Schlösschen seiner Mutter, schrieb er wieder: zwei Bände Épîtres morales/Moralische Episteln (gedruckt 1598 und 1603) und den Anfang seines seit langem projektierten Romans, L’Astrée. 1600 heiratete er seine Jugendliebe und Ex-Schwägerin Diane de Chateaumorand, nachdem deren Ehe vom Papst für nichtig erklärt und er selbst von seinem Ordensgelübde entbunden war. Allerdings trennten sich die Gatten ziemlich bald, wenn auch gütlich. L’Astrée, die von der schwierigen Liebe des Hirten Céladon zu der Hirtin Astrée erzählt, verarbeitet in vielerlei Hinsicht d’Urfés zunächst lange Zeit unerlaubte und unmögliche Liebe zu seiner Schwägerin.
1603 machte er, so wie viele andere zuvor oppositionelle Adelige, seinen Frieden mit Heinrich IV. und lebte hiernach meist in Paris, wo er dem König als „gentilhomme ordinaire“ (eine Art Edeldomestik) diente, mit Malherbe sowie anderen Literaten verkehrte und die einschlägigen Salons, zum Beispiel das Hôtel de Rambouillet, frequentierte. Allerdings weilte er auch oft in Turin oder auf seinen Besitzungen.

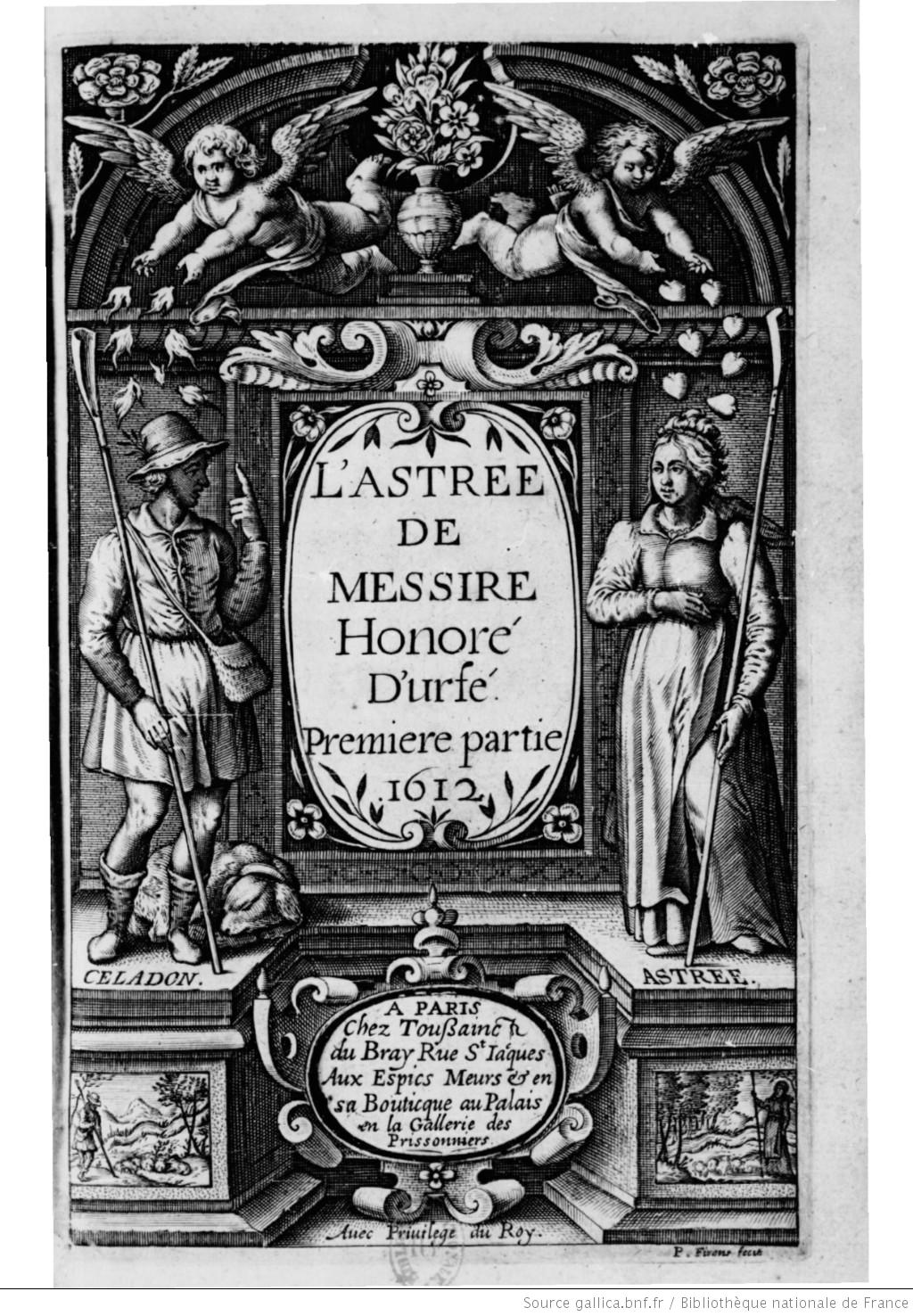
Frontispiz des ersten Bandes der Astrée, Paris 1612.

Zugleich führte er seinen Schäferroman fort. 1607 wurde der erste Band gedruckt, 1610 und 1619 Bd. II und III. 1624 folgte ein Teil von Bd. IV, 1627 (schon posthum) der ganze Band. Diesem fügte d’Urfés langjähriger Sekretär Balthasar Baro (1600–1650)  1627 einen fünften Band hinzu, der wohl etwa der originalen Konzeption entspricht. D’Urfé selbst nämlich hatte inzwischen am Krieg des Herzogs von Savoyen gegen Genua teilgenommen und war dabei durch einen Sturz mit dem Pferd ums Leben gekommen. Später kam noch ein apokrypher Band VI heraus. Insgesamt besteht das Werk (ohne Band VI) aus 5 Teilen mit insgesamt 40 Geschichten, die in 60 Bücher unterteilt sind und in der Originalausgabe 5399 Seiten umfassen.
Wie der Name der Titelfigur, Astrée, andeutet, spielt die Handlung des Romans nicht, wie in den oben genannten literarischen Vorbildern, in einem räumlich und zeitlich fernen legendären Arkadien, sondern in Frankreich, genauer in d’Urfés Heimatgegend, dem Forez. Immerhin wird sie zurückverlegt in das 5. Jh. n. Chr., das heißt die Zeit der Völkerwanderung, von deren Wirren das Forez aber ausgenommen scheint. D’Urfé begründet seine Wahl gerade dieser Epoche damit, dass es damals noch keine Könige gab. Das Werk formuliert also implizit auch die Reserven großer Teile der Aristokratie gegenüber den zentralistischen und absolutistischen Tendenzen der französischen Monarchie, die durch die Religionskriege zwar erschüttert, aber letztlich wieder bestärkt worden waren.
L’Astrée besteht aus einer Haupthandlung, in die nach dem Schubladenprinzip mehrere Nebenhandlungen, zahlreiche Binnenerzählungen sowie lange Diskussionen der Figuren über alle Aspekte der Liebe eingebettet sind. Die Haupthandlung erzählt die Geschichte der Liebe des anfangs 14-jährigen Céladon zu der 12-jährigen Astrée, die ihn wegen seiner vermeintlichen Untreue verstößt und erst nach langwierigen Prüfungen wieder aufnimmt. In Bd. III zum Beispiel lebt Céladon als angebliche Druidentochter unerkannt mit Astrée in engster Freundschaft zusammen, was ihn oft in Bedrängnis bringt.
L’Astrée ist von der Technik her eine Summe der Romankunst der Zeit. Vor allem aber hatte der Roman wegen der psychologischen Einfühlsamkeit der Personendarstellung, der salongemäß kultivierten Reden der Personen und des schönen Dekors, in dem die Handlung spielt, einen enormen und langandauernden Erfolg in adeligen, aber auch in bürgerlichen Kreisen. Er diente als Vorlage für andere Schäferromane, Schäfergedichte, Schäferspiele, Schäferopern und -ballette sowie für viele Gemälde, Stiche, Wandteppiche usw. Der männliche Protagonist Céladon wurde zum Prototyp des schmachtenden, schüchternen Liebhabers; sein Name ist ins französische Lexikon eingegangen in der Wendung „être un Céladon/ein (schüchterner) Celadon bzw. Seladon sein.“

## Rezeption
Die Tragédie lyrique Astrée mit Musik von Pascal Collasse und einem Libretto von Jean de La Fontaine basiert auf Motiven aus d’Urfés Roman. Sie wurde 1691 in Paris uraufgeführt. 2007 inszenierte Eric Rohmer in seiner letzten Regiearbeit mit Les amours d’Astrée et de Céladon eine Verfilmung des Romans.
Auch in Deutschland fand der Roman „Astrée“ (1607–1627), der die Liebesauffassung der höfisch-preziösen Gesellschaft schildert, in Übersetzungen Verbreitung. Der Name „Celadon“ wurde von Georg Greflinger, Michael Behm, Christoph Adam Negelein und Søren Terkelsen als Pseudonym benutzt.

## Werke (Auswahl)
- Alfred Noe (Hrsg.): Die Schäfferinn Astrea. Weideler, Berlin 2004, ISBN 3-89693-237-3 (4 Bde.).
- Laurence Giavarini (Hrsg.): La Sylvanire, 1627. Société de littératures classiques, Toulouse 2004, ISBN 2-908728-24-9.
- Jésus Cascón Marcos (Hrsg.): Le sireine (ensayos y textos de filologia francesa; Bd. 1). Université Salamanca 1979.